# 馬特施托克山
47°10′11″N 9°8′8.5″E / 47.16972°N 9.135694°E

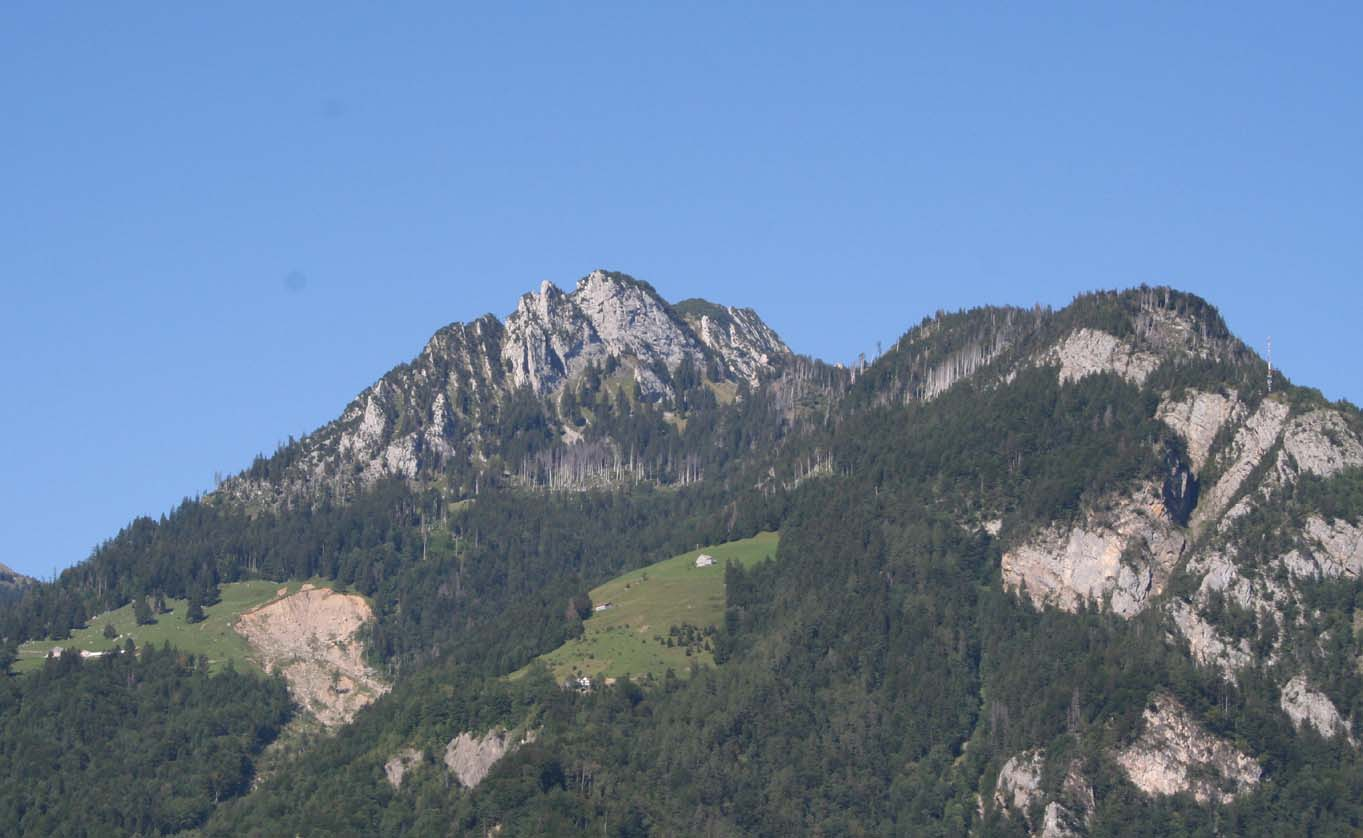

馬特施托克山（Mattstock），是瑞士的山峰，位於該國東北部，由聖加侖州負責管轄，屬於阿彭策爾阿爾卑斯山脈的一部分，海拔高度1,936米，每年平均降雨量1,954毫米。

## 外部連結
- Mattstock on Hikr （页面存档备份，存于）